# Karl Ziegler (scheikundige)
Karl Waldemar Ziegler (Helsa, 26 november 1898 – Mülheim an der Ruhr, 11 augustus 1973) was een Duitse scheikundige die in 1963 samen met Giulio Natta de Nobelprijs voor de Scheikunde kreeg toegekend voor hun onderzoek naar hogere polymeren.

## Biografie
Ziegler werd geboren in Helsa, nabij Kassel, als tweede zoon van de Lutherse predikant Karl Ziegler en Luise Rall Ziegler. In Kassel-Bettenhause bezocht hij de basisschool. Van jongs af aan toonde hij een vroege interesse in de scheikunde en thuis had hij een klein laboratorium ingericht. Hij studeerde aan de Universiteit van Marburg, waar hij in 1920 promoveerde onder Karl von Auwers.
Hij bleef in Marburg tot 1925, was vervolgens een jaar docent aan de Universiteit van Frankfurt voordat hij in 1927 als buitengewoon hoogleraar naar de Universiteit van Heidelberg ging. In 1936 werd hij benoemd tot gewoon hoogleraar en directeur van het Scheikundig Instituut aan de Universiteit van Halle-Saale. In 1943 werd hij honorair hoogleraar aan de RWTH Aken en directeur van het Kaiser-Wilhelm-Institut für Kohlenforschung (het huidige Max Planck Instituut) in Mülheim an der Ruhr.

## Werk
In de 26 jaar dat hij in Berlijn werkzaam was (van 1943 tot 1969) was hij voornamelijk bezig met de Ziegler-Natta-katalysator. Zijn katalysator op basis titanium opende een gehele nieuwe mogelijkheid om polymeren kunstmatig te creëren. In 1954 slaagde Natta erin om propeen te polymeriseren tot polypropeen en vroeg er octrooi op aan voordat hij Ziegler op de hoogte bracht van zijn ontdekking. Wat volgde was een langdurige rechtszaak die uiteindelijk werd afgesloten met een schikking waarbij Ziegler dertig procent van de royalty's van Natta ontving. In 1963 ontvingen Ziegler en Natta tezamen de Nobelprijs voor Scheikunde "voor hun ontdekkingen op het gebied van de chemie en de technologie van hoogmoleculaire polymeren".

## Erkenning
Ziegler ontving gedurende zijn wetenschappelijk carrière vele eerbewijzen. Naast de gedeelde Nobelprijs voor de Scheikunde in 1963 werd Ziegler ook onderscheiden met de Justus von Liebig-prijs van de Verein Deutscher Chemiker en de Carl Duisburg Plakette van het Gesellschaft Deutscher Chemiker (beide 1935), de Carl-Engler-Medaille van de Deutsche Gesellschaft für Mineralölwissenschaft und Kohlechemie (1955) en de Lavoisier-medaille (1955) van de Société Chimique de France. Samen met Otto Bayer en Walter Reppo kreeg hij in 1969 de Siemens-Ring van de Werner von Siemens Stichting.
Na de Tweede Wereldoorlog was hij dienstbaar in de oprichting van het Gesellschaft Deutscher Chemiker (GDCh) in 1949, waarvan hij vijf jaar diende als voorzitter. Van 1954 tot 1957 was hij president van de Deutsche Gesellschaft für Mineralölwissenschaft und Kohlechemie.
1901: Van 't Hoff ·
1902: E. Fischer ·
1903: Arrhenius ·
1904: Ramsay ·
1905: Baeyer ·
1906: Moissan ·
1907: Buchner ·
1908: Rutherford ·
1909: Ostwald ·
1910: Wallach ·
1911: Curie ·
1912: Grignard, Sabatier ·
1913: Werner ·
1914: Richards ·
1915: Willstätter ·
1918: Haber ·
1920: Nernst ·
1921: Soddy ·
1922: Aston ·
1923: Pregl ·
1925: Zsigmondy ·
1926: Svedberg ·
1927: Wieland ·
1928: Windaus ·
1929: Harden, Euler-Chelpin ·
1930: H. Fischer · 
1931: Bosch, Bergius ·
1932: Langmuir ·
1934: Urey ·
1935: F. Joliot-Curie, I. Joliot-Curie ·
1936: Debye ·
1937: Haworth, Karrer ·
1938: Kuhn ·
1939: Butenandt, Ružička ·
1943: Hevesy · 
1944: Hahn ·
1945: Virtanen ·
1946: Sumner, Northrop, Stanley ·
1947: Robinson · 
1948: Tiselius · 
1949: Giauque ·
1950: Diels, Alder ·
1951: McMillan, Seaborg ·
1952: Martin, Synge ·
1953: Staudinger ·
1954: Pauling ·
1955: Vigneaud ·
1956: Hinshelwood, Semjonov ·
1957: Todd ·
1958: Sanger ·
1959: Heyrovský ·
1960: Libby ·
1961: Calvin ·
1962: Perutz, Kendrew ·
1963: Ziegler, Natta ·
1964: Hodgkin ·
1965: Woodward ·
1966: Mulliken ·
1967: Eigen, Norrish, Porter ·
1968: Onsager ·
1969: Barton, Hassel ·
1970: Leloir ·
1971: Herzberg ·
1972: Anfinsen, Moore, Stein · 
1973: E.O. Fischer, Wilkinson · 
1974: Flory ·
1975: Cornforth, Prelog ·
1976: Lipscomb ·
1977: Prigogine · 
1978: Mitchell ·
1979: Brown, Wittig ·
1980: Berg, Gilbert, Sanger ·
1981: Fukui, Hoffmann ·
1982: Klug ·
1983: Taube ·
1984: Merrifield ·
1985: Hauptman, Karle ·
1986: Herschbach, Lee, Polanyi ·
1987: Cram, Lehn, Pedersen ·
1988: Deisenhofer, Huber, Michel ·
1989: Altman, Cech ·
1990: Corey ·
1991: Ernst ·
1992: Marcus ·
1993: Mullis, Smith ·
1994: Olah ·
1995: Crutzen, Molina, Rowland ·
1996: Curl, Kroto, Smalley ·
1997: Boyer, Walker, Skou ·
1998: Kohn, Pople ·
1999: Zewail ·
2000: Heeger, MacDiarmid, Shirakawa ·
2001: Knowles, Noyori, Sharpless ·
2002: Fenn, Tanaka, Wüthrich ·
2003: Agre, MacKinnon ·
2004: Ciechanover, Hershko, Rose ·
2005: Grubbs, Schrock, Chauvin ·
2006: Kornberg ·
2007: Ertl ·
2008: Shimomura, Chalfie, Tsien ·
2009: Steitz, Yonath, Ramakrishnan ·
2010: Heck, Negishi, Suzuki ·
2011: Shechtman ·
2012: Kobilka, Lefkowitz ·
2013: Karplus, Levitt, Warshel ·
2014: Betzig, Hell, Moerner ·
2015: Lindahl, Modrich, Sancar ·
2016: Sauvage, Stoddart, Feringa ·
2017: Dubochet, Frank, Henderson · 
2018: Arnold, Winter, Smith ·   
2019: Goodenough, Whittingham, Yoshino ·
2020: Charpentier, Doudna ·
2021: List, MacMillan ·
2022: Bertozzi, Meldal, Sharpless ·
2023: Bawendi, Brus, Jekimov ·
2024: Baker, Hassabis, Jumper